# Dish Network
Dish Network Corporation (o como la comunidad latina lo conoce, Dish Latino) (NASDAQ: DISH) es el primer mayor proveedor de televisión de pago en los Estados Unidos, proporcionando servicio de satélite de emisión directa —incluyendo televisión por satélite, programación de audio, y servicios de televisión interactivos— a 14 337 000 clientes residenciales y comerciales en los Estados Unidos. Dish Network tiene aproximadamente 24 500 empleados, la mayoría de los cuales están ubicados dentro de los EE. UU. La oficina corporativa está situada en Meridian, Colorado, aunque el apartado de correos de la compañía se encuentra en Englewood (Colorado).
EchoStar Satellite L.L.C. fue fundada en 1980 por Charles Ergen, su esposa Candy, y su amigo Jim DeFranco, como un distribuidor de equipos de televisión por satélite. EchoStar se relanzó de forma oficial como DISH Network en marzo de 1996 tras la puesta en marcha de su primer satélite, EchoStar I, en diciembre de 1995, que marcó el comienzo de los servicios de televisión de suscripción ofrecidos por la compañía. Desde entonces, la compañía ha lanzado numerosos satélites, con 14 satélites propios arrendados en su flota a partir de abril de 2011. 
A partir de enero de 2008, DISH Network se separó comercialmente de EchoStar, convirtiendo a cada compañía en una entidad separada. EchoStar es el socio principal de tecnología de DISH Network, y se enfoca únicamente en el marketing y la provisión de servicios de televisión por satélite. Desde el 20 de junio de 2011, Joseph Clayton es el presidente y director ejecutivo de la compañía.
A partir de 2011, la compañía compite principalmente con su rival en el mundo de televisión por satélite, DirecTV, así como con proveedores de televisión por cable. Es una empresa Fortune 500 y tiene planes para una diversificación del negocio a streaming de vídeo y servicio móvil de Internet.

## Historia

### Crecimiento temprano
Dish Network comenzó sus operaciones de forma oficial el 6 de marzo de 1996 como un servicio de EchoStar. EchoStar fue fundada en 1980 por su presidente y director ejecutivo, Charles Ergen, junto con sus colegas Candy Ergen y Jim DeFranco, como un distribuidor de sistemas de televisión por satélite de banda C. En 1987, EchoStar solicitó a la Comisión Federal de Comunicaciones una licencia de emisión para satélite de emisión directa, concediéndosele el acceso a la posición orbital de 119° de longitud oeste en 1992.
El 28 de diciembre de 1995, EchoStar realizó la compra de su primer satélite, el "EchoStar I". Posteriormente, con la construcción del centro de enlace ascendente de satélite en Cheyenne, Wyoming, se crea la marca de "The Dish Network", que ofrecería servicios de televisión por satélite para el ámbito doméstico. En marzo de 1996, la compañía emite por primera vez a sus clientes.
En 1998, EchoStar compra los activos de emisión de una joint venture de News Corporation y MCI Worldcom. Con esta compra EchoStar obtuvo 28 de las 32 licencias de transpondedor en la posición orbital de 110° al oeste, alcanzando así la capacidad de sus emisiones en los Estados Unidos continentales un valor total de 682,5 millones de dólares. La adquisición animó a la compañía a introducir un sistema de multisatélite llamado Dish 500, capaz en teoría de recibir más de 500 canales en una antena parabólica. En el mismo año, EchoStar, en asociación con Bell Canada, lanza Dish Network Canada.

### Invirtiendo para el futuro
En enero de 1999, la compañía lanza el primer sintonizador de televisión de alta definición de la industria de la televisión. En agosto de 2003, la compañía lanza EchoStar IX, el primer satélite equipado con la carga comercial de banda Ka para servicio de banda ancha dentro de los Estados Unidos. Esto conduce a la compañía a convertirse en el primer servicio de TV por satélite que ofrece canales locales en los 50 estados. En ese año, la compañía también introduce la primera aplicación de picture-in en la televisión interactiva estadounidense para los Juegos Olímpicos, ofreciendo cobertura desde múltiples canales al mismo tiempo. Ese año la compañía también consigue su cliente número 10 000 000.
En enero de 2005, EchoStar compra los activos de teledifusión del proveedor de HDTV por satélite Voom, incluyendo su satélite Rainbow 1 co-ubicado con EchoStar 3 en la posición orbital de 61.5° oeste. El 29 de abril del mismo año, EchoStar anuncia que expande su programación en alta definición añadiendo 10 canales originales de Voom y que replicaría los canales en una posición orbital para los Estados Unidos continentales. Dish Network añade CNN HD en español junto con otros paquetes en su alineación "Latino HD".

Logotipo Dish Network desde 2005 hasta 2012

El 1 de enero de 2008, la compañía completa la escisión de su empresa de tecnología y set-top boxes, creando una empresa cotizada independiente, EchoStar Corporation, y separando la EchoStar original en dos empresas autónomas. Dish Network Corporation, la mayor de las dos compañías resultantes, se enfoca en la programación, servicio y marketing de televisión por satélite, mientras EchoStar Corporation gestiona la mayoría de la flota de satélites y otras áreas de la infraestructura de señal; sin embargo, ninguna de las dos compañías depende de la otra, y la mayoría del poder de decisión sobre los activos de ambas compañías pertenece a Charles Ergen.

Logotipo Dish Network desde 2012 hasta 2019. Este logo todavía se utiliza en México.

### Adquisiciones y diversificación
En 2011, Dish gasta más de tres mil millones de dólares estadounidenses en adquisiciones de compañías en bancarrota. Esto incluye la compra de Blockbuster Inc. en un concurso de acreedores en Nueva York el 6 de abril de 2011, en donde Dish acuerda pagar 322 millones de dólares en dinero y asumir 87 millones de dólares en obligaciones para la compañía nacional de alquiler de vídeos. Dish también adquiere las compañías liquidadas DBSD y Terrestar. Asimismo Dish lanza una oferta para comprar Hulu en octubre de 2011, pero los propietarios de Hulu la rechazan. También se especula con que Dish podría comprar Sprint o Clearwire en el futuro. El director ejecutivo de Dish, Charles Ergen, planea añadir servicios de Internet inalámbrico y video móvil que puedan competir con Netflix y otras compañías de cable. Sobre los nuevos mercados, Egren afirma: "Teniendo en cuenta los activos que hemos ido acumulando, no creo que sea difícil ver que nos estamos moviendo en una dirección diferente a la de la simple idea de la televisión de pago, que es un mercado que se está saturando cada vez más."
Tras la adquisición de Blockbuster, Dish anuncia el "Blockbuster Movie Pass", que permite películas bajo demanda, alquileres de DVD y videojuegos, y servicios de streaming en línea por una tarifa fija mensual. Dish planea servicios similares para clientes de otros servicios. Como Blockbuster obtiene un acuerdo que le permite recibir los DVD 28 días antes que Netflix, el nuevo servicio podría implicar una competencia mayor para estas compañías.
Dish también planea ofrecer Internet a gran velocidad. La compañía planea un servicio móvil de banda ancha que es un híbrido del servicio terrestre y el servicio de satélite. En 2011, solicita a la FCC combinar el espectro de banda S que adquirió de DBSD y Terrestar, y combinar este espectro con Long Term Evolution (LTE). Al contrario que LightSquared, el espectro de Dish tiene un riesgo mínimo de interrumpir los sistemas de posicionamiento global.

## Información técnica

### Antenas parabólicas

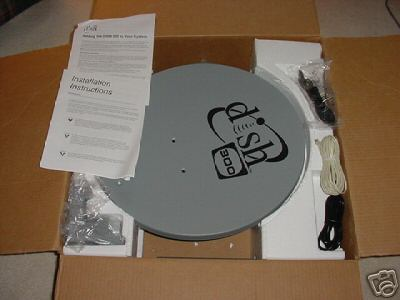
"Dish 300" en su caja original

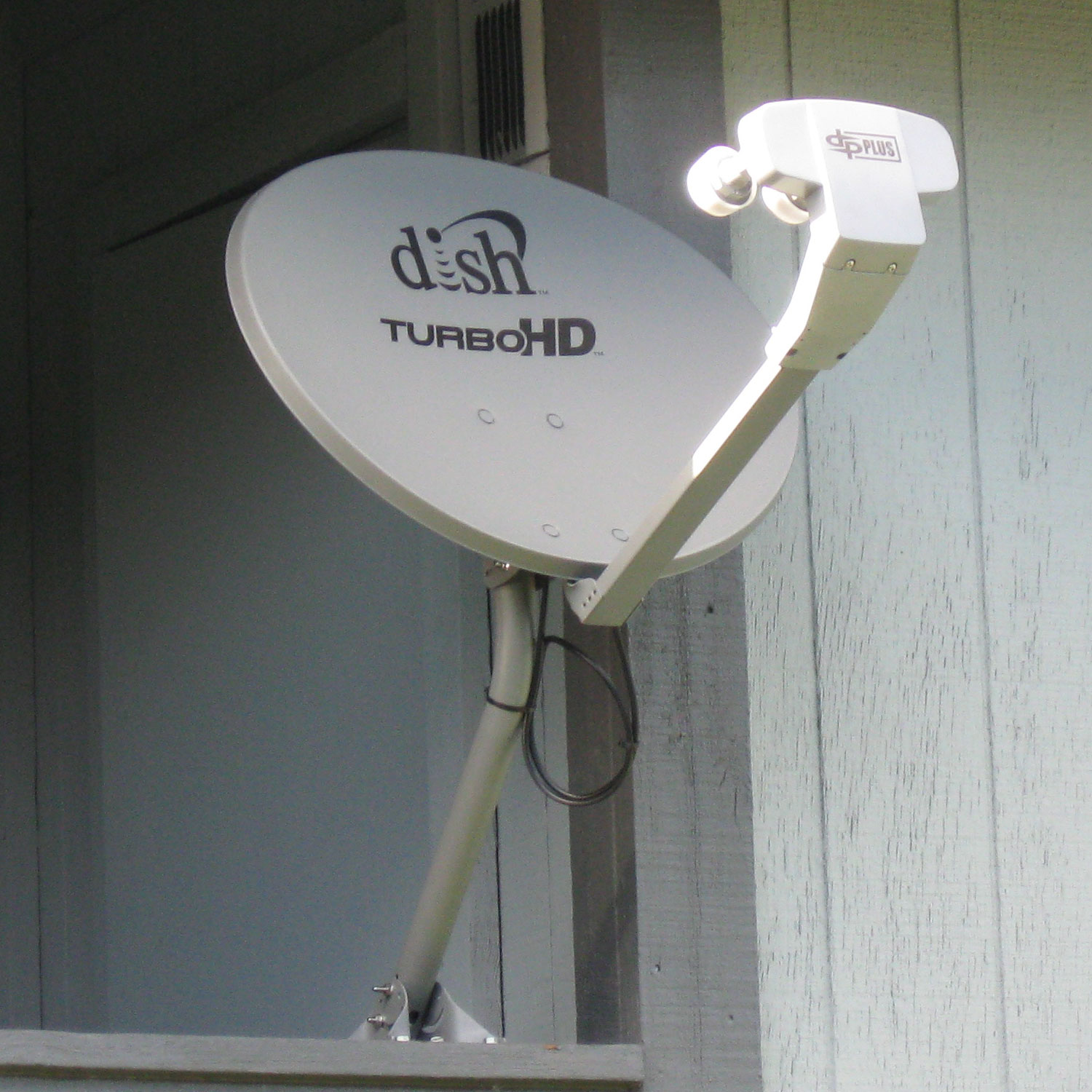
"Dish 1000.2" (con la marca TurboHD) montada en la barandilla de un apartamento residencial.

Dish Network ofrece diferentes tipos de equipos para recibir las señales desde su variada flota de satélites. La mayoría de sus cajas (boxes) de consumo son fabricados por Sanmina-SCI Corporation de acuerdo a las especificaciones de EchoStar. Antes de la fusión de SCI Systems con Sanmina en diciembre de 2001, los receptores de Dish Network se producían en fábricas en Huntsville, Alabama y Fountain, Colorado. Actualmente[¿cuándo?] el ensamblaje de receptores se lleva a cabo en Guadalajara, Jalisco e India.
La primera antena parabólica de Dish Network se denominó simplemente la "Dish Network Dish". Posteriormente se renombró como la "Dish 300" cuando una serie de problemas legales y técnicos forzaron el retraso del siguiente sistema "Dish 500", que utiliza un Low-Noise Block Downconverter para obtener señales desde la posición orbital de 119° oeste, y fue comúnmente usada como una segunda parabólica para recibir programación adicional en alta definición desde las posiciones orbitales de 148° oeste y 61.5° oeste. La posición orbital de 119° oeste es una de las dos posiciones orbitales primarias, siendo la otra la posicionada a 110° oeste, que proporciona servicios básicos.
Después de que EchoStar obtuviera los activos de transmisión de la joint venture fracasada entre ASkyB y MCI Worldcom, consigue doblar su capacidad añadiendo 28 transpondedores en la posición orbital de 110° oeste. Luego, debido a que EchoStar también obtiene la posición orbital adyacente de 119° oeste, se desarrolla la "Dish 500" para recibir las señales de ambas posiciones orbitales usando una parabólica y un diseño innovador de doble LNB. Aunque la "Dish 500", con 20 pulgadas, (51 cm) fue ligeramente más grande que la "Dish 300" y las parabólicas de DirecTV (que tenían 18 pulgadas, unos 46 cm), consiguió una ventaja notable al obtener señales desde las dos posiciones de satélite adyacentes de EchoStar para una capacidad teórica de 500 canales. La "Dish 500", como resultado de esto, proporcionó una capacidad muy amplia para el servicio "local-into-local", la programación emitida a escala nacional y servicios empresariales. Para migrar sus clientes existentes a la "Dish 500", Dish Network proporcionó canales de valor añadido que solamente podían ser recibidos con la "Dish 500" y sistemas más nuevos. Algunos de los canales exclusivos de estos sistemas más nuevos son: History Channel International, Boomerang, The Science Channel, Destination America, y Comedy Central.
A pesar de toda esta capacidad, EchoStar todavía vio necesario satisfacer su sueño del uso de televisión de alta definición a escala nacional, así que concibe el sistema "Dish 100" para recibir señales fuera de las posiciones orbitales de 110° oeste, 119° oeste, y 129° oeste. Originalmente, las suscriptores del servicio de alta definición de Dish Network requirían de dos parabólicas de satélite separadas. Actualmente, los suscriptores de Dish Network pueden recibir canales de alta definición a nivel nacional usando las posiciones orbitales de 129° oeste o 61.5° oeste. Debido a algunos problemas con la baja intensidad de señal, el modelo más antiguo de la "Dish 1000" se ha reemplazado con la "Dish 1000.2". La "Dish 1000.2" tiene un LNB integrado y un reflector que es un 10% más grande, lo que permite mejoras en la intensidad de la señal y una instalación más fácil. La "Dish 1000.2" tiene un diámetro de 23 pulgadas (58 cm). Incluso con el tamaño más grande, todavía hay muchos informes de clientes que continuamente pierden sus señales en la posición orbital de 129° oeste. Debido a esto, algunos clientes se han visto obligados a usar una segunda parabólica, de la marca "Dish Network", o una parabólica del mercado de accesorios de 30 pulgadas de diámetro (76 cm) que está destinada específicamente a la posición orbital de 129° oeste. En varios foros de soporte Web relacionados al tema satelital, algunos clientes han criticado que el modelo nuevo de "Dish 1000.2" no era lo suficientemente grande, y que debiera haber sido un 20%-30% más grande para hacer frente adecuadamente a la pérdida de señal por lluvia, siendo necesario un diámetro de entre 70 cm y 1 m.

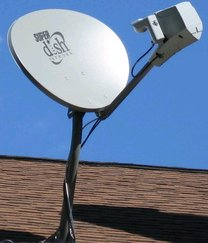
La "SuperDish 121" montada en un techo.

En su búsqueda de mayor capacidad, Dish Network había ido acumulando una serie de tecnologías de transmisión por satélite, posiciones orbitales, y excedentes de capacidad, usando tecnologías no convencionales que requerían de tamaños más grandes de antenas de recepción. Para poder capitalizar estos activos de transmisión, Dish Network comienza a proporcionar una programación étnica extensa desde satélites de baja potencia que emiten en la porción no-DBS de la banda FSS. Dish Network ofrece equipos especializados para estos clientes, incluyendo antenas más grandes.[cita requerida]
Los sistemas "SuperDish", "Dish 500+", y "Dish 1000+" reciben señales de emisión de satélite directo desde las posiciones orbitales primarias de 110° oeste y 119° oeste, así como señales de FSS de baja potencia que emiten dentro de las posiciones orbitales de 121° oeste, 105° oeste, y 118.75° oeste. Los sistemas "Dish 500" y "Dish 1000+" reciben señales circularmente polarizadas en la porción de la banda FSS que no recibe emisiones de satélite directo, a diferencia de otros servicios de televisión por satélite en los Estados Unidos.

### Tecnología de transmisión
A pesar de que durante años Dish Network ha usado la tecnología estándar MPEG-2 para transmisiones, la puesta en marcha de HDTV de banda ancha en un ámbito limitado por la banda estrecha ha requerido que se migre a un sistema H.264/MPEG4 AVC. Dish Network anunció que a partir del 1 de febrero de 2006, todos los canales nuevos de alta definición estarían disponibles en un formato H.264 solamente, mientras mantiene su programa con MPEG-2. Dish Network tiene la intención de convertir totalmente su plataforma a H.264 para proporcionar más canales a sus suscriptores. En 2007, Dish Network redujo la resolución de los canales de 1080 líneas de 1920x1080 a 1440x1080. La reducción de la resolución horizontal y/o la velocidad de datos de vídeo en alta definición se conoce como "HD Lite" y se practica por otros proveedores de televisión así como por Dish Network.
Los suscriptores disponen de un receptor estándar así como un receptor con un grabador de vídeo digital incorporado. El Dish Network ViP722 HD DVR, que es capaz de grabar hasta 350 horas de emisiones en definición estándar y hasta 55 horas de emisiones en definición alta, y que fue creado como un reemplazo al ViP622, ha recibido comentarios generalmente positivos.

### Flota de satélites
EchoStar Corporation es el propietario y operador de la mayoría de los satélites usados por Dish Network. Debido a que EchoStar frecuentemente mueve satélites entre sus muchas ranuras de órbita, esta lista no es totalmente precisa.
| Satélite               | Ubicación (en grados al oeste) | Lanzado                  | Tipo                                              | Notas |
| ---------------------- | ------------------------------ | ------------------------ | ------------------------------------------------- | --- |
| EchoStar XV            | 61.5                           | 10 de julio de 2010      |                                                   | Es un satélite que solamente sirve en los Estados Unidos continentales. |
| Echostar XII           | 61.5                           | 17 de octubre de 2003    | Lockheed-Martin AS-2100                           | Originalmente conocido como Rainbow 1, este satélite fue lanzado por Cablevision/Rainbow DBS y usado para el servicio Voom DBS en la posición orbital de 61.5° oeste hasta que las licencias del satélite y su transpondedor fueron vendidas a EchoStar en 2005. Fue renombrado como EchoStar el 12 en marzo de 2006. Actualmente, este satélite solo se utiliza para capacidades de haz puntual. |
| EchoStar III           | 61.5                           | 05 de octubre de 1997    | Lockheed Martin Missiles and Space A2100AX        | Reemplazado por el EchoStar XV. Actualmente sirve como un repuesto o reemplazo en órbita. |
| Nimiq 5                | 72.7                           | 17 de septiembre de 2009 | Space Systems/Loral LS-1300                       | Un satélite canadiense operado por Telesat Canada. EchoStar arrienda la capacidad del satélite. |
| EchoStar VI            | 77                             | 14 de julio de 2000      | Space Systems/Loral FS-1300                       | Reemplazó al EchoStar VIII. |
| EchoStar VIII          | 77                             | 21 de agosto de 2002     | Space Systems/Loral (SS/L) FS-1300                | Anteriormente se encontraba en la posición orbital de 110° oeste. El 30 de enero de 2011, el satélite experimentó una avería y flotó fuera de su órbita prevista; esto requirió que todos los servicios fueran reubicados a otras capacidades disponibles del satélite en el Arco Oriental. Una semana más tarde, se restauraron algunos servicios, pero el satélite se espera que sea puesto fuera de servicio nuevamente y sea reemplazado temporalmente por el EchoStar VI para llevar a cabo pruebas adicionales. |
| EchoStar I             | 77                             | 28 de diciembre de 1995  | Lockheed Martin Astro Space Series 7000 (AS-7000) | Puede transportar un número limitado de servicios en transpondedores de números impares. Usado para Dish México. El EchoStar I no tiene licencia para servir a clientes de los Estados Unidos continentales desde esta posición, pero puede transmitir a estaciones locales. |
| EchoStar IV            | 77                             | 8 de mayo de 1998        | Lockheed Martin Missiles and Space A2100AX        | Este satélite tuvo un problema con su lanzamiento. Actualmente se encuentra en una órbita inclinada, y no es operacional. Por largo tiempo sirvió como un marcador de posición para las ranuras de EchoStar. |
| EchoStar X             | 110                            | 15 de febrero de 2006    | Lockheed Martin Missiles and Space A2100AX        | |
| EchoStar XI            | 110                            | 16 de julio de 2008      | SS/L 1300                                         | |
| Anik F3                | 118.75                         | 12 de abril de 2007      | Astrium Eurostar 3000                             | Clientes usan las parabólicas de 36 pulgadas de las marcas "Dish 500+" o "Dish 1000+" para recibir esta señal de potencia media fuera de la emisión directa por satélite. Anik F3 es arrendado por EchoStar de Telesat Canada para servir a clientes en los Estados Unidos continentales. Transmite en las frecuencias FSS que no sean de emisiones directas por satélite usando polaridad circular (es el único satélite que sirve a los Estados Unidos en este modo). Reemplazó de forma permanente al AMC-16, que se colocó temporalmente en la posición orbital de 118.75° oeste debido a retrasos en la producción del Anik F3. AMC-16 se movió otra vez a la posición orbital de 85° oeste cuando Anik F3 estuvo completamente operacional. Es un satélite principalmente internacional con canales internacionales, que anteriormente se ubicó en las posiciones orbitales de 61.5° oeste, 121° oeste, y 148° oeste. |
| EchoStar VII           | 119                            | 21 de febrero de 2002    | Lockheed Martin Missiles and Space A2100AX        | Actualmente[¿cuándo?] es un repuesto en órbita. Proporciona los servicios de haz puntual de Dish Network al oeste de Estados Unidos, así como programación de Muzak a empresas sobre ancho de banda arrendado. |
| Echostar XIV           | 119                            | 20 de marzo de 2010      | Space Systems/Loral FS-1300                       | Reemplazó al Echostar VII. |
| EchoStar IX/ Galaxy 23 | 121                            | 7 de agosto de 2003      | Space Systems/Loral FS-1300                       | Los clientes usan SuperDish 121 para recibir esta señal de media potencia que no sea para emisión directa por satélite. El satélite es propiedad conjunta de EchoStar y Intelsat. La banda Ku pertenece a EchoStar. La carga de la banda Ka pertenece a EchoStar y se usa para emisiones arrendadas de circuito cerrado desde marzo de 2011. La carga de la banda C pertenece a Intelsat y se conoce como Galaxy 23. Programación fuera de la emisión directa por satélite. Actualmente[¿cuándo?] se ha movido al EchoStar IX y ahora proporciona sus servicios desde la posición orbital de 118.75° oeste. |
| Ciel-2                 | 129                            | 10 de diciembre de 2008  | Thales Alenia Space Spacebus-4000C4               | Reemplazó a Echostar-V en la posición orbital de 129° oeste. Propiedad de Canadian Ciel Satellite Group en Canadá, EchoStar arrienda el total del ancho de banda del satélite Ciel-2. Proporciona programación nacional en alta definición, y local de haz puntual en alta definición. |
| EchoStar V             | Deorbited from 148             | 23 de septiembre de 1999 | Space Systems/Loral FS-1300                       | EchoStar V se movió de la posición de 110° a la de 129°, y finalmente a la posición de 148°. Posee programación internacional en la posición orbital de 148° y se ha movido a Anik F3/118.75°. Los sitios locales se han movido a haces puntuales en otras ubicaciones. El satélite se destinó a servir como un marcador de posición para EchoStar en la posición de 148°. El satélite estaba experimentando problemas con su estabilidad, lo que causó niveles de señales inestables por un corto período. Estaba ubicado en la posición de 148°. El 31 de julio de 2009, cesó toda la programación restante en la posición de 148°. Los factores actuales indican la discontinuación de la posición de 148°, por lo menos en un plazo de entre 3 y 4 años. |

## Críticas y controversias

### Canales de red distante
Tras la pérdida de un juicio en octubre de 2006, Dish Network se vio obligado a eliminar todos los canales de red para las cadenas ABC, CBS, NBC, y Fox el 1 de diciembre del mismo año. Esta decisión afectó todos los suscriptores de esas cadenas que estaban fuera de su área local. Sin embargo, estos canales pueden todavía ser recibidos por vía del "My Distant Network Package" proporcionado por All American Direct.

### Violaciones de telemarketing
Los distribuidores independientes de Dish Network han sido multados de forma reiterada y se les ha denunciado por emplear tácticas ilegales de telemarketing, tales como violar las listas de "Do Not Call" y hacer llamadas en las cuales un telemarketer no conecta prontamente después de que la llamada ha sido descolgada. Más recientemente,[¿cuándo?] Dish Network ha llevado a cabo acciones legales contra distribuidores independientes que han cometido esas violaciones. Por otra parte, desde finales de 2008, Dish Network lanzó una campaña para terminar los acuerdos con distribuidores independientes con respecto a prácticas empresariales que defraudaban al cliente o a la misma Dish Network. Se han expedido comunicados de prensa casi mensualmente con una nueva lista de distribuidores que han terminado su asociación con Dish Network. A pesar de esto, en marzo de 2009 la Comisión Federal de Comercio denunció a Dish Network y a dos de sus distribuidores por múltiples violaciones de las leyes sobre ventas de telemarketing, así como del Acta de Protección al Consumidor Telefónico de 1991.

### Divulgaciones de honorarios
En 2004, trece estados formularon cargos a EchoStar, entonces la empresa matriz de Dish Network, por no haber dado a conocer sus honorarios de terminación de contrato a clientes potenciales, y por haber generado deuda en las cuentas bancarias de sus clientes por honorarios ocultos. La compañía asentó el litigio, pagó 5 millones de dólares, y prometió divulgar todos los términos antes de firmar sus contratos con clientes potenciales.

## Desacuerdos sobre programación
Dish Network ha tenido una historia extensa de desacuerdos sobre su programación. En años recientes, la compañía ha estado en varias disputas por transmitir sus canales locales en algunos mercados.

### Gay Television Network
Dish Network comenzó negociaciones con GTN (Gay Television Network) para transmitir el canal. GTN emitió un comunicado de prensa el 2 de febrero de 2001, anunciando su estreno y declarando que el canal sería transmitido por Dish Network. Dish Network respondió negando que se hubiera firmado cualquier contrato, y declarando que el comunicado de prensa fue prematuro. El presidente de GTN respondió llamando a la Dish Network "homófobo". En abril de 2002, Dish Network firmó un contrato para transmitir GTN, que fue posteriormente renombrado como Triangle Television Network, y que es ahora conocido como Q Television Network. A partir del 29 de mayo de 2009, Dish Network ofrece The Logo Channel (HD solamente) en un paquete complementario ("Platinum HD"), junto con otros 10 canales de alta definición por un precio mensual de $10.

### CBS/Viacom
A principios de 2004, Viacom retiró sus cadenas y canales locales de la Dish Network, incluyendo canales de MTV Networks (MTV, Nickelodeon, VH1, etc.), así como Black Entertainment Television y diez estaciones poseídas y operadas por la Columbia Broadcasting System (CBS), después de disputas en negociaciones entre Viacom y EchoStar. El apagón duró sólo dos días después de que las dos partes llegaran a un acuerdo.

### Conflicto entre Disney, ABC, y ESPN
El 4 de agosto de 2009, Dish Network demandó 1 millón de dólares de ESPN en un juicio federal, alegando que había infringido su contrato al no haber extendido los mismos términos de transmisión que el programador proporcionó a Comcast y DirecTV para ESPNU y ESPN Classic. El juicio afirma que ESPN violó la cláusula de "Nación más favorecida".
El día siguiente, ESPN anunció que lucharía contra el juicio, diciendo en un comunicado de prensa: "Hemos aconsejado repetidamente a Dish que estamos en cumplimiento total con nuestro acuerdo, y les hemos ofrecido una oportunidad de distribución con respecto a ESPNU y ESPN Classic, que es consistente con el resto de la industria. Nos abstendremos de renegociar los contratos establecidos, y defenderemos vigorosamente esta acción legal con el propósito exclusivo de obtener un mejor acuerdo."
Dish Network trasladó ESPNU de su paquete "America's Top 250" a su paquete "America's Top 120" el 30 de septiembre de 2009. Sin embargo, indicó que esto no tiene nada que ver con el juicio.
El 22 de junio de 2010, The Walt Disney Company (propietario de ESPN) retiró ESPNews HD, Disney Channel HD, Disney XD HD, y ABC Family HD de la lista de canales de la Dish Network, aunque los canales en definición estándar permanecieron.[cita requerida]

### The Weather Channel
El 20 de mayo de 2010, Dish Network anunció que estaba retirando The Weather Channel a la medianoche, hora del este, de ese día, en favor de su propio canal similar para información sobre el tiempo, The Weather Cast. El cambio se debió a las altas tasas que The Weather Channel demandó pagar a la Dish Network (The Weather Channel solicitó un aumento de tasas de 11 centavos por suscriptor por mes a 12 centavos. A partir del 24 de mayo de ese mismo año, The Weather Channel declaró que había entrado en un acuerdo con Dish Network que resultaría en que Dish Network transmitiría The Weather Channel durante los próximos años. A pesar del anuncio anterior que indicaba que The Weather Channel sería retirado, el canal nunca fue oficialmente retirado de la Dish Network. The Weather Cast fue descontinuado con la llegada de un servicio basado en Weatherscan que proporcionaría información local sobre el tiempo para los clientes de Dish Network. Hasta la fecha, los términos financieros del acuerdo no han sido revelados.

### Disputa sobre FOX
El 1 de octubre de 2010, Dish Network perdió FX, National Geographic Channel, y los canales regionales de Fox Sports Net (FSN) debido a una disputa con Fox. La disputa derivó de lo que la Dish Network llamó un "crecimiento sin precedentes" en el precio inicial de Fox; Fox, por otra parte, afirmó que estaba simplemente pidiendo una compensación justa para sus canales. La disputa de tasas de los canales de Fox impidió el acceso a los espectadores de DISH Network a 19 de los "FOX Regional Sports Networks" y a algunos programas más. Dave Shull, el vicepresidente senior de programación para DISH Network, dijo: "DISH Network no va a permitir que FOX o cualquier programador tiranice a nuestros clientes pagando un precio aumentado de forma tan inconsciente. FOX tiene una historia larga de intentos de extorsionar a proveedores de televisión de pago, incluyendo Cablevision, Time Warner, y Bright House." Además, la cadena está negociando para sus estaciones poseídas y operadas, y está también actuando como negociador en lugar de Local TV LLC para sus afiliados que anteriormente eran propiedad de la cadena. Sin embargo, ambas partes llegaron a un acuerdo de largo plazo el 29 de octubre del mismo año, restaurando FX, National Geographic Channel, y los canales regionales de FSN; además, los espectadores continuarán viendo la programación de los canales locales poseídos y operados por Fox y MyNetworkTV en los años venideros. Los términos financieros del acuerdo nunca fueron revelados. Una disputa similar ocurrió entre Fox y DirecTV.

### Disputa sobre MSG Network
El 1 de octubre de 2010, los suscriptores de Dish Network perdieron las cadenas regionales deportivas MSG Network y MSG Plus debido a una disputa de contrato con Madison Square Garden, Inc. MSG le pidió a Dish retomar sus negociaciones y reconsiderar sus propuestas, pero no ha habido todavía un acuerdo entre las partes a partir del 22 de diciembre de 2011. MSG está vinculando la transmisión de estas cadenas a su cadena hermana, Fuse TV, que fue reemplazado con "Palladia" en julio de 2010.

### Belo Corporation
El 29 de octubre de 2010 se anunció que Belo Corporation y Dish Network tuvieron una disputa respecto a las tasas de transmisión. WFAA en Dallas y KVUE en Austin (ambos afiliados de ABC), KHOU-TV en Houston y WWL-TV en Nueva Orleans (ambos afiliados de CBS), KMSB en Tucson (un afiliado de Fox), y 10 otras estaciones fueron afectadas. Dos días más tarde, tanto Belo como Dish llegaron a un acuerdo, evitando una interrupción de servicio. Belo le había ofrecido a Dish una extensión mientras se llevaban a cabo las negociaciones. Si no hubiera habido un acuerdo en el 31 de octubre de ese año, por la medianoche (en todas zonas horarias), Belo habría retirado esas cadenas de Dish Network. Si la disputa sobre los Fox Networks hubiera continuado a lo largo de ese período de tiempo, esta combinación habría creado el golpe más grande a los clientes de la Dish Network desde el desacuerdo entre Echostar y Viacom en 2004.

### SportsNet New York (SNY)
El 1 de abril de 2011, Dish Network retiró SportsNet New York (que emite los partidos de los New York Mets) de su alineación de canales debido a una disputa sobre transmisión. Como resultado, Dish se convierte en el único proveedor de satélite en no transmitir los Regional Sports Networks en el área de Nueva York.

### Inspiration Network (INSP)
El 9 de agosto de 2011, Dish Network retiró INSP de su alineación de canales, pidiendo 10 millones de dólares para continuar sus emisiones de este canal. INSP retornó a la alineación de canales de Dish Network el 31 de agosto de 2011.

### Heritage Broadcasting Group of Michigan
El 15 de diciembre de 2011, Dish Network retiró WWTV y WFQX-TV, dos estaciones en el mercado de televisión con base en Michigan del Norte, ambas propiedad de Heritage Broadcasting. La disputa, que resultó en un "crecimiento indignante de honorarios", se resolvió el 20 de diciembre de ese mismo año, y como resultado estos dos canales se restauraron a la alineación original.

## Gestión
- Charles Ergen, Fundador, Presidente, y Director Ejecutivo
- Amir Ahmed, Vicepresidente Mayor de Ventas
- Ira Bahr, Vicepresidente Mayor, Oficial Jefe de Marketing
- W. Erik Carlson, Vicepresidente Ejecutivo de Operaciones
- Thomas A. Cullen, Vicepresidente Ejecutivo de Programación, Ventas, y Marketing
- James DeFranco, Vicepresidente Ejecutivo de Ventas y Distribución
- R. Stanton Dodge, Vicepresidente Ejecutivo, Consejo General, y Secretario
- Bernard L. Han, Vicepresidente Ejecutivo y Oficial Jefe de Operaciones
- Michael Kelly, Vicepresidente Ejecutivo de Servicios Comerciales y Empresariales
- Roger J. Lynch, Vicepresidente Ejecutivo de Tecnologías Avanzadas
- Robert E. Olson, Vicepresidente Ejecutivo y Oficial Jefe de Finanzas
- David Shull, Vicepresidente Mayor de Programación
- Stephen W. Wood, Vicepresidente Ejecutivo y Oficial Jefe de Recursos Humanos

## Comerciantes autorizados por Dish Network
Los comerciantes autorizados de Dish Network se subdividen según las regiones a las que sirven. Los comerciantes locales autorizados de emisión directa por satélite son numerosos, pero solamente dan servicio a una zona geográfica limitada. Los comerciantes nacionales autorizados proveen servicio a consumidores en múltiples localidades a lo largo de los EE. UU. e incluyen, pero no están limitados a proveedores como All American Dish, Sterling Satellite, Dish Pronto, US Dish, Infinity Dish, y VMC Satellite.